# Polygala oreotrephes
Polygala oreotrephes är en jungfrulinsväxtart som beskrevs av Brian Laurence Burtt. Polygala oreotrephes ingår i släktet jungfrulinssläktet, och familjen jungfrulinsväxter. Inga underarter finns listade i Catalogue of Life.